# James Horner
James Roy Horner (n. 14 august 1953, Los Angeles, California, SUA – d. 22 iunie 2015, Los Padres National Forest⁠(d), California, SUA) a fost un compozitor american, orchestrator și dirijor de muzică de film. Este cunoscut pentru integrarea elementelor corale și electronice în multe dintre coloanele sale sonore, precum și pentru utilizarea frecventă a elementelor muzicii celtice.
Într-o carieră de peste trei decenii, Horner a compus unele dintre cele mai cunoscute coloane sonore de la Hollywood. Probabil cea mai cunoscută dintre acestea este muzica din filmul Titanic, care rămâne până astăzi cea mai bine vândută coloană sonoră orchestrală din istorie. Alte coloane sonore includ: Aliens, Inimă neînfricată, Apollo 13, Masca lui Zorro, Legenda lui Zorro, Star Trek II: Mânia lui Khan, Star Trek III: În căutarea lui Spock, O minte sclipitoare și Avatar.
Horner a compus muzica pentru peste 150 de filme și a câștigat numeroase premii de-a lungul carierei sale, inclusiv două Premii Oscar, două Globuri de Aur, șase Premii Grammy, trei Premii Satellite și trei Premii Saturn.

## Biografie

### Copilăria și începutul carierei
Horner s-a născut în Los Angeles în 1953 ca fiul lui Harry Horner, designer de producție și ocazional regizor de film, și a Joan Ruth. Tatăl său era evreu, s-a născut în Holíč, Cehoslovacia și a emigrat în Statele Unite în 1935. A avut un frate, Christopher, care este scriitor și realizator de documentare.
Horner a început să studieze pianul de la vârsta de cinci ani. Tinerețea și-a petrecut-o la Londra unde a studiat la Royal College of Music. A primit licența în muzică la University of Southern California. După ce a obținut o diplomă de master a început să lucreze la doctorat la University of California, Los Angeles. După câteva proiecte pentru Institutul American de Film în anii 1970 Horner a încetat să predea cursuri de teorie muzicală la universitate și a început să compună muzică de film.

### Cariera de compozitor
Una din primele coloane sonore importante ale lui Horner a fost pentru filmul The Lady in Red din 1979. Și-a început cariera compunând muzica pentru filmele de categoria B ale lui Roger Corman. Primul film pentru Corman în care Horner a fost trecut în generic a fost Battle Beyond the Stars. Lucrările sale au început să capteze atenția Hollywood-ului, lucru care a condus la proiecte mai importante. Primul moment important pentru Horner a venit în 1982 când a primit ocazia să compună muzica filmului Star Trek II: Mânia lui Khan. Regizorul filmului, Nicholas Meyer, a declarat ulterior că Horner a fost angajat deoarece studioul nu își mai permitea să îl angajeze încă o dată pe Jerry Goldsmith dar când Meyer a revenit la franciză pentru filmul Star Trek VI: Țara nedescoperită, regizorul și-a dat seama că nu își mai putea permite să îl angajeze pe Horner.
Horner a continuat să compună muzica pentru filme importante din anii 1980, inclus 48 de ore (1982), Krull (1983), Star Trek III: În căutarea lui Spock (1984), Commando (1985), Cocoon (1985), Aliens (1986), Prieteni de departe (1987), Willow (1988), Glory și Terenul de baseball (ambele în 1989).
Aliens i-a adus lui Horner prima sa nominalizare la Premiul Oscar pentru cea mai bună coloană sonoră în 1987. Cântecul "Somewhere Out There" din filmul O aventură americană, la care Horner a fost co-autor, a fost nominalizat în același an la categoria Cea mai bună melodie originală.
În 1995 Horner a compus muzica pentru nu mai puțin de șase filme, inclusiv mult-apreciatele coloane sonore pentru filmele Inimă neînfricată din Apollo 13, ambele nominalizate la Oscar. Cel mai mare succes comercial și critic al lui Horner a venit în anul 1997 cu muzica filmului Titanic. Albumul a devenit cea mai bine vândută coloană sonoră orchestrală din toate timpurile, fiind vândut în peste 27 de milioane de exemplare.
La cea de-a 70-a ediție a Premiilor Oscar Horner a câștigat premiul pentru Cea mai bună coloană sonoră precum și Cea mai bună melodie originală pentru "My Heart Will Go On" (compus împreună cu Will Jennings). De asemenea, Horner și Jennings au câștigat trei Premii Grammy și două Globuri de Aur pentru coloană sonoră și pentru "My Heart Will Go On". Titanic a marcat și prima colaborare după zece ani dintre Horner și regizorul James Cameron (după sesiunea foarte stresantă pentru filmul Aliens Horner a declarat că nu va mai lucra niciodată cu Cameron și a descris experiența ca fiind un "coșmar").
După Titanic Horner a continuat să compună muzica pentru filme majore precum Masca lui Zorro (1998), Omul bicentenar (1999), Furtuna perfectă (2000), O minte sclipitoare (2001), Inamicul e aproape (2001), Casa de nisip și ceață (2003) și Legenda lui Zorro (2005). Pentru O minte sclipitoare și Casa de nisip și ceață a primit noi nominalizări la Premiile Oscar, dar a pierdut în ambele situații în fața lui Howard Shore.
În 2009 Horner a colaborat din nou cu James Cameron pentru filmul Avatar, lansat în decembrie 2009 și care a devenit filmul cu cele mai mari încasări din toate timpurile, surclasând filmul Titanic (de asemenea regizat de Cameron și cu muzica lui Horner). Horner a petrecut peste doi ani lucrând la muzica din Avatar și nu a mai acceptat niciun alt proiect în această perioadă. Muzica sa pentru Avatar i-a adus numeroase nominalizări, inclusiv a zecea sa nominalizare la Premiile Oscar plus noi nominalizări la Globurile de Aur, Premiile BAFTA și Premiile Grammy, dar la fiecare ceremonie a pierdut în favoarea compozitorul Michael Giacchino pentru filmul Deasupra tuturor.
Legat de experiența privind muzica pentru Avatar Horner a declarat: "Avatar a fost cel mai dificil film la care am lucrat și cel mai masiv proiect pe care l-am abordat... Lucrez de la patru dimineața până la aproape zece seara și aceasta este viața mea începând cu luna martie. Aceasta este lumea în care mă aflu acum și te face să te simți înstrăinat de restul. Va trebui să mă recuperez după asta și să îmi scot mintea din Avatar."
Horner a compus muzica versiunii din 2010 a filmului The Karate Kid, înlocuindu-l pe Atli Örvarsson. În 2011 Horner a compus muzica filmului Cristiada (For Greater Glory), care a fost lansat un an mai târziu. Tot în 2011 a compus muzica pentru Aurul negru. În 2012 Horner a compus muzica filmului Uimitorul Om-Păianjen cu Andrew Garfield în rol principal și care a avut premiera pe 3 iulie. Într-un interviu publicat recent pe pagina sa de Internet, Horner a explicat motivul pentru care nu a revenit pentru al doilea film: nu i-a plăcut felul în care arăta filmul comparativ cu primul și chiar l-a numit "jalnic". După refuzul său a fost înlocuit cu Hans Zimmer.
La începutul anului 2015 Horner a compus muzica filmului Le Dernier Loup al lui Jean-Jacques Annaud. Aceasta a marcat a patra sa colaborare cu Annaud și prima sa coloană sonoră după trei ani.
La momentul morții sale în 2015 proiectele la care Horner lucra includ filmele The 33 și Lovitură de stânga, ambele filme programate pentru lansare în 2015.

### Lucrări orchestrale
În 2014 Horner a compus piesa comandată Pas de Deux, un dublu concert pentru vioară și violoncel, care a avut premiera pe 12 noiembrie 2014 în interpretarea lui Mari și Hakon Samuelsen împreună cu Orchestra Filarmonică Regală din Liverpool sub bagheta lui Vasili Petrenko. Această lucrare a fost comandată pentru a marca a 175-a stagiune a Filarmonicii. Horner a compus și Collage, un concert pentru patru corni, care a avut premiera pe 27 martie 2015 în Londra la Royal Festival Hall cu Orchestra Filarmonică din Londra dirijată de Jaime Martin și cu David Pyatt, John Ryan, James Thatcher și Richard Watkins soliști.

### Moartea
În data de 22 iunie 2015 Horner a decedat la vârsta de 61 de ani după ce avionul său Embraer EMB 312 Tucano s-a prăbușit în Los Padres National Park din sudul Californiei, la circa 160 km nord-vest de Los Angeles. Horner era singurul ocupant al avionului.

## Nominalizări și premii

### Premiile Oscar
| An   | Film                   | Categorie                                                                                           | Rezultat     |
| ---- | ---------------------- | --------------------------------------------------------------------------------------------------- | ------------ |
| 2010 | Avatar                 | Cea mai bună coloană sonoră                                                                         | Nominalizare |
| 2004 | Casa de nisip și ceață | Cea mai bună coloană sonoră                                                                         | Nominalizare |
| 2002 | O minte sclipitoare    | Cea mai bună coloană sonoră                                                                         | Nominalizare |
| 1998 | Titanic                | Cea mai bună coloană sonoră                                                                         | Câștigat     |
| 1998 | Titanic                | Cea mai bună melodie originală Pentru "My Heart Will Go On"; împărțit cu Will Jennings              | Câștigat     |
| 1996 | Apollo 13              | Cea mai bună coloană sonoră pentru un film dramatic                                                 | Nominalizare |
| 1996 | Inimă neînfricată      | Cea mai bună coloană sonoră pentru un film dramatic                                                 | Nominalizare |
| 1990 | Terenul de baseball    | Cea mai bună coloană sonoră                                                                         | Nominalizare |
| 1987 | Aliens                 | Cea mai bună coloană sonoră                                                                         | Nominalizare |
| 1987 | O aventură americană   | Cea mai bună melodie originală Pentru "Somewhere Out There"; împărțit cu Barry Mann și Cynthia Weil | Nominalizare |

### Globurile de Aur
| An   | Film                 | Categorie                                                                                           | Rezultat     |
| ---- | -------------------- | --------------------------------------------------------------------------------------------------- | ------------ |
| 2010 | Avatar               | Cea mai bună coloană sonoră                                                                         | Nominalizare |
| 2010 | Avatar               | Cea mai bună melodie originală Pentru "I See You"; împărțit cu Kuk Harrell                          | Nominalizare |
| 2002 | O minte sclipitoare  | Cea mai bună coloană sonoră                                                                         | Nominalizare |
| 1998 | Titanic              | Cea mai bună coloană sonoră                                                                         | Câștigat     |
| 1998 | Titanic              | Cea mai bună melodie originală Pentru "My Heart Will Go On"; împărțit cu Will Jennings              | Câștigat     |
| 1996 | Inimă neînfricată    | Cea mai bună coloană sonoră                                                                         | Nominalizare |
| 1995 | Legendele toamnei    | Cea mai bună coloană sonoră                                                                         | Nominalizare |
| 1992 | Aventură în Vest     | Cea mai bună melodie originală Pentru "Dreams to Dream"                                             | Nominalizare |
| 1990 | Glory                | Cea mai bună coloană sonoră                                                                         | Nominalizare |
| 1987 | O aventură americană | Cea mai bună melodie originală Pentru "Somewhere Out There"; împărțit cu Barry Mann și Cynthia Weil | Nominalizare |

### Premiile BAFTA
| An   | Film              | Categorie                   | Rezultat     |
| ---- | ----------------- | --------------------------- | ------------ |
| 2010 | Avatar            | Cea mai bună coloană sonoră | Nominalizare |
| 1998 | Titanic           | Cea mai bună coloană sonoră | Nominalizare |
| 1996 | Inimă neînfricată | Cea mai bună coloană sonoră | Nominalizare |

### Institutul American de Film
În 2005 Institutul American de Film (American Film Institute, AFI) a dezvăluit lista celor mai bune 25 de coloane sonore din toate timpurile. Din cele 250 de coloane sonore nominalizate, Horner este prezent cu cinci, fiind compozitorul cu cele mai multe nominalizări fără să ajungă în lista finală. Acestea sunt:
- Apollo 13 (1995)
- Glory (1989)
- Inimă neînfricată (1995)
- Terenul de baseball (1989)
- Titanic (1997)

## Filmografie
| An   | Titlu                                                                  | Note |
| ---- | ---------------------------------------------------------------------- | --- |
| 1978 | The Watcher                                                            | |
| 1979 | Up from the Depths                                                     | Necreditat |
| 1979 | The Lady in Red                                                        | |
| 1980 | Humanoids from the Deep                                                | |
| 1980 | Bătălie peste stele                                                    | |
| 1981 | Angel Dusted                                                           | Film de televiziune |
| 1981 | The Hand                                                               | |
| 1981 | Wolfen                                                                 | |
| 1981 | Deadly Blessing                                                        | |
| 1981 | A Few Days in Weasel Creek                                             | Film de televiziune |
| 1981 | The Pursuit of D.B. Cooper                                             | |
| 1982 | A Piano for Mrs. Cimino                                                | Film de televiziune |
| 1982 | Rascals and Robbers: The Secret Adventures of Tom Sawyer and Huck Finn | Film de televiziune |
| 1982 | Star Trek II: Mânia lui Khan                                           | |
| 1982 | 48 de ore                                                              | |
| 1983 | Journey to Krull                                                       | Scurtmetraj documentar Necreditat |
| 1983 | Something Wicked This Way Comes                                        | Nominalizare la Premiul Saturn pentru cea mai bună muzică |
| 1983 | Space Raiders                                                          | Muzică din Bătălie peste stele |
| 1983 | Krull                                                                  | Nominalizare la Premiul Saturn pentru cea mai bună muzică |
| 1983 | Between Friends                                                        | Film de televiziune |
| 1983 | Brainstorm                                                             | Premiul Saturn pentru cea mai bună muzică |
| 1983 | Testament                                                              | |
| 1983 | The Dresser                                                            | |
| 1983 | Gorky Park                                                             | |
| 1983 | Eroism deosebit                                                        | |
| 1984 | The Stone Boy                                                          | |
| 1984 | Star Trek III: În căutarea lui Spock                                   | |
| 1985 | Heaven Help Us                                                         | |
| 1985 | Surviving                                                              | Film de televiziune |
| 1985 | Faerie Tale Theatre                                                    | Serial TV Episodul "The Pied Piper of Hamelin" |
| 1985 | Barbarian Queen                                                        | Muzică din Bătălie peste stele |
| 1985 | Cocoon                                                                 | Nominalizare la Premiul Saturn pentru cea mai bună muzică |
| 1985 | Volunteers                                                             | |
| 1985 | The Journey of Natty Gann                                              | |
| 1985 | Wizards of the Lost Kingdom                                            | Muzică din Bătălie peste stele |
| 1985 | Commando                                                               | |
| 1985 | Amazing Stories                                                        | Serial TV Episodul "Alamo Jobe" |
| 1985 | In Her Own Time                                                        | Documentar |
| 1985 | Let's Go                                                               | Scurt metraj |
| 1986 | Off Beat                                                               | |
| 1986 | Aliens - Misiune de pedeapsă                                           | Nominalizare la Premiul Oscar pentru cea mai bună coloană sonoră Nominalizare la Premiul Grammy pentru cea mai bună compoziție instrumentală |
| 1986 | Where the River Runs Black                                             | |
| 1986 | Captain EO                                                             | Scurt metraj |
| 1986 | Numele trandafirului                                                   | |
| 1986 | O aventură americană                                                   | Premiul Grammy pentru cea mai bună melodie a anului Premiul Grammy pentru cea mai bună melodie de film Nominalizare la Premiul Oscar pentru cea mai bună melodie originală Nominalizare la Premiul Globul de Aur pentru cea mai bună melodie originală Nominalizare la Premiul Grammy pentru cea mai bună coloană sonoră Nominalizare la Premiul Saturn pentru cea mai bună muzică                                                                                    |
| 1987 | P.K. and the Kid                                                       | |
| 1987 | Project X                                                              | |
| 1987 | Prieteni de departe                                                    | |
| 1988 | Willow                                                                 | |
| 1988 | Febra roșie                                                            | |
| 1988 | Vibes                                                                  | |
| 1988 | Tărâmul uitat de timp                                                  | |
| 1988 | Cocoon: Întoarcerea                                                    | |
| 1988 | Andy Colby's Incredible Adventure                                      | |
| 1989 | Terenul de baseball                                                    | Nominalizare la Premiul Oscar pentru cea mai bună coloană sonoră Nominalizare la Premiul Grammy pentru cea mai bună compoziție instrumentală |
| 1989 | Tummy Trouble                                                          | Scurt metraj |
| 1989 | Dragă, am micșorat copiii                                              | Nominalizare la Premiul Saturn pentru cea mai bună muzică |
| 1989 | In Country                                                             | |
| 1989 | Dad                                                                    | |
| 1989 | Glory                                                                  | Premiul Grammy pentru cea mai bună compoziție instrumentală pentru un film Nominalizare la Premiul Globul de Aur pentru cea mai bună coloană sonoră |
| 1990 | I Love You To Death                                                    | |
| 1990 | Tales from the Crypt                                                   | Serial TV Episodul "Cutting Cards" |
| 1990 | Alte 48 de ore                                                         | |
| 1990 | Extreme Close-Up                                                       | Film de televiziune |
| 1991 | Once Around                                                            | |
| 1991 | My Heroes Have Always Been Cowboys                                     | |
| 1991 | Class Action                                                           | |
| 1991 | Omul rachetă                                                           | |
| 1991 | Aventură în Vest                                                       | Nominalizare la Premiul Globul de Aur pentru cea mai bună melodie originală |
| 1991 | Norman and the Killer                                                  | Scurt metraj |
| 1992 | Fish Police                                                            | Serial TV Episodul "The Shell Game" |
| 1992 | Chemarea străbunilor                                                   | |
| 1992 | Jocuri patriotice                                                      | |
| 1992 | Intrusul                                                               | |
| 1992 | Cutia neagră                                                           | |
| 1993 | Swingul și băieții                                                     | |
| 1993 | În deșert nu ești niciodată singur                                     | |
| 1993 | Jack the Bear                                                          | |
| 1993 | Once Upon a Forest                                                     | |
| 1993 | Castele din cărți de joc                                               | |
| 1993 | Mutări inofensive                                                      | |
| 1993 | Omul fără chip                                                         | |
| 1993 | Bopha!                                                                 | |
| 1993 | Poveste cu dinozauri                                                   | |
| 1993 | Dosarul pelican                                                        | |
| 1994 | Singur împotriva președintelui                                         | |
| 1994 | Legendele toamnei                                                      | Nominalizare la Premiul Globul de Aur pentru cea mai bună coloană sonoră |
| 1994 | Stăpânul cărților                                                      | Nominalizare la Premiul Grammy pentru cea mai bună melodie de film |
| 1995 | Inimă neînfricată                                                      | Nominalizare la Premiul Oscar pentru cea mai bună coloană sonoră Nominalizare la Premiul Globul de Aur pentru cea mai bună coloană sonoră Nominalizare la Premiul BAFTA pentru cea mai bună coloană sonoră Nominalizare la Premiul Saturn pentru cea mai bună muzică |
| 1995 | Casper                                                                 | |
| 1995 | Apollo 13                                                              | Nominalizare la Premiul Oscar pentru cea mai bună coloană sonoră |
| 1995 | Jade                                                                   | |
| 1995 | Jumanji                                                                | |
| 1995 | Balto                                                                  | |
| 1996 | Un alt început                                                         | |
| 1996 | Curaj în linia întâi                                                   | |
| 1996 | To Gillian on Her 37th Birthday                                        | |
| 1996 | Răscumpărarea                                                          | |
| 1997 | Prieten și dușman                                                      | |
| 1997 | Titanic                                                                | Premiul Oscar pentru cea mai bună coloană sonoră Premiul Oscar pentru cea mai bună melodie originală Premiul Globul de Aur pentru cea mai bună coloană sonoră Premiul Globul de Aur pentru cea mai bună melodie originală Premiul Grammy pentru cea mai bună melodie a anului Premiul Grammy pentru cea mai bună înregistrare a anului Premiul Grammy pentru cea mai bună melodie de film Nominalizare la Premiul BAFTA pentru cea mai bună coloană sonoră            |
| 1998 | Impact nimicitor                                                       | |
| 1998 | Masca lui Zorro                                                        | |
| 1998 | Mighty Joe Young                                                       | |
| 1999 | Michelle Kwan Skates to Disney's Greatest Hits                         | Film de televiziune |
| 1999 | Omul bicentenar                                                        | |
| 1999 | Lions and Monkeys and Pods... Oh My!: The Special Effects of 'Jumanji' | Scurt metraj documentar |
| 1999 | Bringing Down the House                                                | Scurt metraj documentar |
| 2000 | Freedom Song                                                           | Film de televiziune |
| 2000 | Furtuna perfectă                                                       | |
| 2000 | Cum a furat Grinch Crăciunul                                           | Premiul Saturn pentru cea mai bună muzică |
| 2000 | Krull: Marvel Comics Video Adaptation                                  | |
| 2001 | Inamicul de aproape                                                    | |
| 2001 | Unmasking Zorro                                                        | Documentar Muzică din Masca lui Zorro |
| 2001 | From Morf to Morphing: The Dawn of Digital Filmmaking                  | Scurt metraj documentar |
| 2001 | O minte sclipitoare                                                    | Nominalizare la Premiul Oscar pentru cea mai bună coloană sonoră Nominalizare la Premiul Globul de Aur pentru cea mai bună coloană sonoră Nominalizare la Premiul Grammy pentru cea mai bună coloană sonoră |
| 2001 | Iris                                                                   | |
| 2002 | Mesaje secrete                                                         | |
| 2002 | Fără onoare                                                            | |
| 2003 | The Making of 'Sneakers'                                               | Scurt metraj documentar |
| 2003 | Radio                                                                  | |
| 2003 | La graniță                                                             | |
| 2003 | Dispărutele                                                            | |
| 2003 | Casa de nisip și ceață                                                 | Nominalizare la Premiul Oscar pentru cea mai bună coloană sonoră |
| 2004 | I'm Not Russian, But I Play One on TV                                  | Scurt metraj documentar |
| 2004 | East Meets West: 'Red Heat' and the Kings of Carolco                   | Scurt metraj documentar |
| 2004 | A Stuntman for All Seasons: A Tribute to Bennie Dobbins                | Scurt metraj documentar |
| 2004 | Bobby Jones: O sclipire de geniu                                       | |
| 2004 | Troia                                                                  | |
| 2004 | Field of Dreams: A Diamon in the Husks                                 | Scurt metraj documentar |
| 2004 | Le nom de la rose                                                      | Documentar Necreditat |
| 2004 | Obsesie misterioasă                                                    | |
| 2004 | Star Trek: New Voyages                                                 | Serial TV Episodul "In Harms Way" |
| 2005 | Revolta Generației X                                                   | |
| 2005 | Jurnal de bord                                                         | |
| 2005 | Legenda lui Zorro                                                      | |
| 2005 | Lumea nouă                                                             | |
| 2006 | Toți oamenii regelui                                                   | |
| 2006 | Apocalypto                                                             | |
| 2007 | Amintiri din abis                                                      | |
| 2008 | Cronicile Spiderwick                                                   | |
| 2008 | Băiatul în pijama vărgată                                              | |
| 2009 | Avatar                                                                 | Premiul Saturn pentru cea mai bună muzică Nominalizare la Premiul Oscar pentru cea mai bună coloană sonoră Nominalizare la Premiul Globul de Aur pentru cea mai bună coloană sonoră Nominalizare la Premiul Globul de Aur pentru cea mai bună melodie originală Nominalizare la Premiul BAFTA pentru cea mai bună coloană sonoră Nominalizare la Premiul Grammy pentru cea mai bună coloană sonoră Nominalizare la Premiul Grammy pentru cea mai bună melodie de film |
| 2010 | The Karate Kid                                                         | |
| 2011 | Black Gold                                                             | |
| 2012 | For Greater Glory: The True Story of Cristiada                         | |
| 2012 | Uimitorul Om-Păianjen                                                  | |
| 2012 | Reflections on Titanic                                                 | Documentar Muzică din Titanic |
| 2012 | The Lost Berserker                                                     | Scurt metraj |
| 2012 | First in Flight                                                        | Scurt metraj |
| 2014 | Starship Valiant: Legacy                                               | Scurt metraj |
| 2015 | One Day in Auschwitz                                                   | Documentar |
| 2015 | Wolf Totem                                                             | |
| 2015 | Living in the Age of Airplanes                                         | Documentar |
| 2015 | Lovitură de stânga                                                     | Ultima coloană sonoră finalizată în timpul vieții |
| 2015 | The 33                                                                 | |